# Indigofera myosurus
Indigofera myosurus är en ärtväxtart som beskrevs av William Grant Craib. Indigofera myosurus ingår i släktet indigosläktet, och familjen ärtväxter. Inga underarter finns listade i Catalogue of Life.